# کئوس

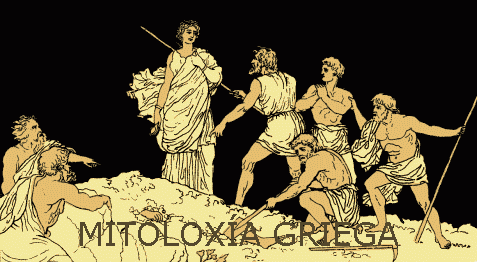
اساطیر یونان

کئوس (به یونانی: Κοῖος، به انگلیسی: Coeus) در اساطیر یونانی یکی از تایتان‌ها، فرزند اورانوس (آسمان) و گایا (زمین)، پدر لتو، همسر فوبه و پدربزرگ آپولون و آرتمیس، و استریا بود. همراه با دیگر تایتان‌ها، کئوس توسط زئوس و دیگر المپ‌نشینان سرنگون شد. بعد از جنگ تایتان‌ها او و دیگر برادرانش به تارتاروس تبعید شدند اما بالاخره زئوس آن‌ها را از زندان آزاد نمود.